# 法楽歌
法楽歌（ほうらくか）は、神仏に捧げる短歌。法楽は、神仏を楽しませること。万里小路春房が中心的役割を果たしたという春日社法楽歌会のように、法楽歌を詠むための歌会の開催もあった。

## 例
- 明わたる天のかぐ山そらかけてとをちの里の梅の下風,十市遠忠[3]